# Festival Ozora
Festival Ozora, stilizovan kao O.Z.O.R.A., je godišnji psihodelični festival trance i umetnosti koji se održava u mađarskom gradu Ozora.

## Istorija i razvoj
Festival se od 2004. godine održava na imanju u Ozori, u blizini malog sela Dadpusta. Prvi festival moderne muzike održan u Ozori nazvan je Solips i održan je za vreme Sunčevog pomračenja 11. avgusta 1999. godine. Solipse nije dobio nastavak sve do prvog Ozora festivala 2004. godine. 
Ozora festival je jedan od dva značajna festivala psitrance u Mađarskoj i jedan je od najvećih psihodeličnih trance festivala u svetu. Od 2016. godine godišnje privuče blizu 60.000 ljudi.
Zbog svog uspeha, nekoliko jednodnevnih spin-off-ova sa festivala Ozora održano je u nekoliko drugih zemalja, kao što su Japan (Tokio), Francuska (Pariz) i Brazil (Sao Paolo) .

## Galerija
- Banco de Gaia
- Glavna bina u pripremi
- Skulptura
- Vatra
- Magična bašta
- Ljudi koji odmaraju
- Cirkus
- Ozora

## Spoljašnje veze
- Zvanični veb-sajt O.Z.O.R.A. Архивирано на веб-сајту  (9. август 2020)